# Голякова (Ирбитский район)
Голякова — упразднённая в сентябре 1981 года деревня в Ирбитском районе Свердловской области России, входила в состав Горкинского сельсовета.

## Географическое положение
Урочище Голякова расположено на правом берегу реки Ляги (правый приток реки Ирбит).

## История деревни
Деревня Голякова входила в Горкинский сельсовет Ирбитского района Свердловской области.
Была упразднена Решением облисполкома № 406 от 22.09.1981 года.